# Anton Moravčík
Anton Moravčík (ur. 3 czerwca 1931 w Komárnie, zm. 12 grudnia 1996 w Bratysławie) – słowacki piłkarz, pomocnik, reprezentant Czechosłowacji.
W czasie swojej kariery występował w Iskrze Żylina, ÚDA Praha i Slovanie Bratysława.
Występował w reprezentacji Czechosłowacji (25 meczów/10 goli), m.in. na Euro 1960 i mistrzostwach świata w 1958 roku.